# Buchnera metallorum
Buchnera metallorum är en snyltrotsväxtart som beskrevs av P. Duvigneaud och L. Van Bockstal. Buchnera metallorum ingår i släktet Buchnera och familjen snyltrotsväxter. Inga underarter finns listade i Catalogue of Life.